# Tom Dennis
Thomas Arthur Dennis (Nottingham, 1882 – Nottingham, gennaio 1940) è stato un giocatore di snooker inglese.

## Carriera
Tom Dennis raggiunse la finale del Campionato mondiale nel 1927, nel 1929, nel 1930 e nel 1931, ma fu battuto ogni volta da Joe Davis. In quest'ultima finale, Dennis condusse 14-10 e 19-16, salvo poi perdere 21-25. Dopo aver disputato anche le edizioni 1932 e 1933, venendo eliminato rispettivamente al primo turno e in semifinale, l'inglese si iscrisse di nuovo nel 1936, ma fu costretto a ritirarsi ancor prima di giocare a causa di un'operazione all'occhio destro.
Inoltre, Dennis riuscì a vincere per tre volte il BPA Professional Championship (1923, 1924 e 1929).

## Vita privata
Aveva tre figli: Thomas Leslie, William Henry dalla sua prima moglie e David con la sua seconda moglie, Kathleen. William era un giocatore dilettante di snooker, finalista dell'English Amateur Championship nel 1937.

## Risultati
In questa tabella sono riportati i risultati nei tornei di snooker in cui Tom Dennis ha partecipato.
| Competizione                           | Edizione            | Risultato           | Vincite | Century breaks | Maximum breaks | Miglior break |
| -------------------------------------- | ------------------- | ------------------- | ------- | -------------- | -------------- | ------------- |
| Campionato mondiale                    | 1927                | Finale              | £0      | 0              | 0              | ?             |
| Campionato mondiale                    | 1928                | Turno 2             | £0      | 0              | 0              | ?             |
| Campionato mondiale                    | 1929                | Finale              | £0      | 0              | 0              | ?             |
| Campionato mondiale                    | 1930                | Finale              | £0      | 0              | 0              | ?             |
| Campionato mondiale                    | 1931                | Finale              | £0      | 0              | 0              | ?             |
| Campionato mondiale                    | 1932                | Turno 1             | £0      | 0              | 0              | ?             |
| Campionato mondiale                    | 1933                | Semifinali          | £0      | 0              | 0              | ?             |
| Campionato mondiale                    | 1936                | Quarti di finale    | £0      | 0              | 0              | ?             |
| Totale (Campionato mondiale)           | 8 partecipazioni    | 8 partecipazioni    | £0      | 0              | 0              | ?             |
| BPA Professional Championship          | 1923                | Vincitore           | £0      | 0              | 0              | 76            |
| BPA Professional Championship          | 1924                | Vincitore           | £0      | 0              | 0              | ?             |
| BPA Professional Championship          | 1925                | Quarti di finale    | £0      | 0              | 0              | ?             |
| BPA Professional Championship          | 1926                | Semifinali          | £0      | 0              | 0              | ?             |
| BPA Professional Championship          | 1927                | Finale              | £0      | 0              | 0              | ?             |
| BPA Professional Championship          | 1929                | Vincitore           | £0      | 0              | 0              | ?             |
| BPA Professional Championship          | 1930                | Semifinali          | £0      | 0              | 0              | ?             |
| BPA Professional Championship          | 1932                | Semifinali          | £0      | 0              | 0              | ?             |
| Totale (BPA Professional Championship) | 8 partecipazioni    | 8 partecipazioni    | £0      | 0              | 0              | 76            |
| Totale carriera                        | 16 tornei disputati | 16 tornei disputati | £0      | 0              | 0              | 76            |

## Tornei vinti
- BPA Professional Championship: 1923, 1924, 1929

## Finali perse
| Competizione        | Edizione                  | Avversario                                    | Note                    |
| Campionato mondiale | 1927 - 1929 - 1930 - 1931 | Joe Davis - Joe Davis - Joe Davis - Joe Davis | [ 3 ] [ 4 ] [ 5 ] [ 6 ] |

- BPA Professional Championship: 1927